# Vagn Walfrid Ekman
Vagn Walfrid Ekman (Stoccolma, 3 maggio 1874 – Gostad, 9 marzo 1954) è stato un fisico svedese.

## Biografia
Figlio dell'oceanografo Fredrik Laurentz Ekman, il giovane Vagn Walfrid Ekman cominciò ad interessarsi di oceanografia mentre studiava fisica all'Università di Uppsala, in particolare seguendo le lezioni di fluidodinamica di Vilhelm Bjerknes.
Nel corso della sua spedizione nel Mare Artico, l'esploratore norvegese Fridtjof Nansen aveva notato che gli iceberg tendevano a muoversi non esattamente secondo la direzione dei venti prevalenti, ma con un angolo di 20°-40° verso destra. Bjerknes invitò Ekman, che era ancora studente, a investigare il problema e nel 1905 egli pubblicò la sua teoria della spirale di Ekman che spiega il fenomeno in termini di bilanciamento tra la resistenza fluidodinamica degli strati superficiali dell'acqua sottoposti all'azione del vento e la forza di Coriolis. Gli studi spiegavano anche il trasporto di Ekman e portarono alla definizione di numero di Ekman.

## Opere
- Om jordrotationens inverkan på vindstrømmar i hafvet, 1902.
- On dead-water, 1904.
- On the influence of the earth's rotation on Ocean-currents , 1905.
- Mekanik, 1919.
- Gudstron och den fysiska vetenskapen, 1936.
- Studies on ocean currents, 1953.